# Самяма
Самяма е комбинирана едновременна практика на дхарана, дхяна и самадхи, която се счита за инструмент за постигане на различни сили (сиддхи). Тези висши състояния и способности на съзнанието и техниките на йога за тяхното постигане се описват в трета глава, на Йога сутра на Патанджали, Вибхути пада.
- Дхарана: фокус, концентрация на ума.
- Дхяна: медитация. Несмутим поток на съзнанието върху обекта на медитацията. Актът на медитацията и обектът на медитацията остават отделни.
- Самадхи: състояние на екстаз, еуфория и единение с обекта на медитацията. Медитиращият, актът на медитацията и обектът на медитацията стават едно.